# 嘲諷電影
嘲諷電影（Spoof／Parody films），又可稱「惡搞」、「戲仿」電影，屬喜劇電影類型的分支，專門嘲諷當季流行、熱門電影，或者惡搞經典電影以及相關類型電影。此類電影劇情多為惡搞原片內容，或是針對同類型集結多部電影串聯惡搞，因此情節皆是拼湊式，毫無關聯邏輯，純粹為搞笑而搞笑。
代表導演為大衛·薩克、傑森·佛雷以及偉恩兄弟，而知名演員有萊斯里·尼爾森，從早期的惡搞情報片《笑彈龍虎榜》系列至嘲諷恐怖片的《驚聲尖笑》系列都有他的身影，《驚聲尖笑》更帶起21世紀嘲諷電影的另一波高潮。
近期的嘲諷電影往往隨因應時事，嘲諷的內容具時效性，常在短時間內以低成本拍攝，粗制濫造之作，評價及票房通常相當糟糕，大部分都無院線上映，僅以DVD型式發售。英文片名通常以《－－Movie》作結取名之。

## 代表電影

### 2000年代
2000年
- 《脫線帝國》（2001: A Space Travesty）－惡搞科幻片《2001太空漫遊》。
- 《驚聲尖笑》（Scary Movie）－惡搞恐怖片，《驚聲尖叫》、《厄夜叢林》和《是誰搞的鬼》，以及1990年代後期的電影《刺激驚爆點》、《駭客任務》等。

2001年
- 《非常男女》（Not Another Teen Movie）－惡搞青少年校園電影，《對面的惡女看過來》、《窈窕美眉》及《魅力四射》等。
- 《驚聲尖笑2》（Scary Movie 2）－惡搞《鬼屋》、《大法師》、《霹靂嬌娃》、《不可能的任務》和《人魔》等電影。

2002年
- 《虎鶴雙形》（Kung Pow）－惡搞1976年香港電影《虎鶴雙形》。
- 《臥底兄弟》（Undercover Brother）－惡搞1970年代的黑人電影（Blaxploitation）混合詹姆士·龐德。
- 《王牌大賤諜3》（Austin Powers in Goldmember）－惡搞詹姆士·龐德電影系列，《金手指》、《雷霆谷》等。

2003年
- 《驚聲尖笑3》（Scary Movie 3）－惡搞《七夜怪談西洋篇》、《靈異象限》和《神鬼第六感》等電影。
- 《凸搥特派員》（Johnny English）－惡搞諜報片。

2004年
- 《活人甡吃》（Shaun of the Dead）－惡搞活屍片，《活人生吃》、《活死人之夜》等電影。

2005年
- 《我的巨型獨立電影》（My Big Fat Independent Movie）－惡搞獨立電影，《我的希臘婚禮》、《記憶拼圖》和《黑色追缉令》等。

2006年
- 《正宗約會電影》（Date Movie）－惡搞多部愛情電影，《BJ單身日記》、《全民情聖》及《麻雀變鳳凰》等。
- 《驚聲尖笑4》（Scary Movie 4）－惡搞《世界大戰》、《咒怨》、《奪魂鋸》及《陰森林》等電影。
- 《酷兒同玩派》（Another Gay Movie）－惡搞同志版《美國派》。

2007年
- 《史詩大帝國》（Epic Movie）－惡搞史詩電影，《哈利波特》、《神鬼奇航》及《納尼亞傳奇》系列等片。
- 《終棘警探》（Hot Fuzz）－惡搞警匪片類型電影。
- 《企鵝寶貝2：神奇的企鵝》（Farce of the Penguins，2007）－惡搞紀錄片《企鵝寶貝》（March of the Penguins）。
- 《勵志大聯盟》（The Comebacks）－惡搞運動及球類電影。

2008年
- 《這不是斯巴達》（Meet the Spartans）－惡搞《300壯士：斯巴達的逆襲》及部分2007年賣座電影。
- 《超低能英雄》（Superhero Movie）－惡搞《蜘蛛人》電影系列，以及多部超級英雄電影。
- 《洋蔥亂報》（The Onion Movie）－嘲諷當前流行文化與社會現象，動作巨星史蒂芬·席格在本片中飾演自己。
- 《酷兒同玩派續篇》（Another Gay Sequel: Gays Gone Wild）－《酷兒同玩派》續集。
- 《終極災難電影》（Disaster Movie）－惡搞災難片，及2007年至2008年多部強檔電影。
- 《美利堅頌歌》（An American Carol）－惡搞《聖誕頌歌》，聖誕節改成美國獨立紀念日。

2009年
- 《舞林至尊》（Dance Flick）－惡搞街舞和歌舞電影，《歌舞青春》、《髮膠明星夢》以及《舞力全開》等。
- 《黑色炸藥》（Black Dynamite）－惡搞1970年代的黑人電影（Blaxploitation）。
- 《驚聲尖笑殺人狂》（Stan Helsing）－惡搞《凡赫辛》及多部恐怖電影知名的殺人魔。
- 《西班牙大電影》（Spanish Movie）－惡搞《羊男的迷宮》、《錄到鬼》、《靈異孤兒院》及《玩美女人》等西班牙知名電影。

### 2010年代
2010年
- 《百戰天蟲馬蓋鮮》（MacGruber，2010）－惡搞《百戰天龍馬蓋先》影集。
- 《吸血鬼了沒》（Vampires Suck，2010）－惡搞《暮光之城》系列及「吸血鬼」片。

2015年
- 《陰失路》（The Walking Deceased，2015）－惡搞《陰屍路》影集。

## 外部連結
- 嘲諷電影票房排行（页面存档备份，存于）